# Fangeborgen
Fangeborgen (Originaltitel: Fortress) er en science-fictionfilm fra 1992, instrueret af Stuart Gordon og skrevet af Troy Neighbors ig Steven Feinberg. Filmen er skudt i Warner Brothers Movie World i Queensland i Australien. Historien foregår i en dystopisk fremtid. Hovedpersonen i filmen, John Henry Brennick (Christopher Lambert) og hans hustru Karen B. Brennick (Loryn Locklin) sendes til et maksimal sikkerhedsfængsel, fordi de venter et barn mere, hvilket er imod den strenge ét-barn- politik.

## Handling
Filmen foregår i en fremtid i USA, hvor det er en forbrydelse for en kvinde at føde mere end ét barn. Hovedpersonerne John (Christopher Lambert) og Karen Brennicke (Loryn Locklin) venter deres andet barn, deres første barn var dødfødt, men de bliver fængslet for deres forbrydelser, da de forsøger at flygte over grænsen til Mexico under et stikprøvecheck. Forseelsen takseres til 31 år i det nyeste og mest effektive fængsel, der nogensinde er bygget. Fængslet, titlen Fangeborgen, der drives af en privat virksomhed, fører tilsyn med de indsatte med hjælp af kameraer, tankelæsning, laser og neutronkanoner. Fængselsinspektøren, robotten Poe (Kurtwood Smith), ønsker at tage sig af Karens barn og endda gøre det til en robot. Hun indvilliger i at flytte ind hos ham for at hjælpe hendes mand, mens hendes mand og hans cellekammerater kæmper for at undslippe og redde Karen.

## Medvirkende
- Christopher Lambert: John Henry Brennick
- Loryn Locklin: Karen B. Brennick
- Kurtwood Smith: Fængelsdirektør Poe
- Carolyn Purdy-Gordon: Zed-10's stemme
- Lincoln Kilpatrick: Abraham
- Jeffrey Combs: D-Day, komputernørd
- Tom Towles: Stiggs, Maddox's ven
- Vernon Wells: Maddox
- Clifton Collins Jr. (krediteret som Clifton Gonzalez-Gonzalez): Nino Gomez
- John Pierce: Fange med overskæg
- Warwick Capper: cameo